# SMS Frauenlob
SMS Frauenlob (Barco de Su Majestad Frauenlob) fue el octavo Kleiner Kreuzer crucero ligero de la Clase Gazelle de diez cruceros ligeros construidos para la Armada Imperial alemana entre 1897 y 1904. Esta, fue el resultado de las experiencias obtenidas de diseños anteriores en Avisos y Cruceros desprotegidos, combinando aspectos de ambos tipos en lo que se convirtió en el progenitor de todos los futuros cruceros ligeros de la Flota Imperial. Construido para poder servir en la Hochseeflotte (Flota de Alta Mar) y como crucero colonial, estaba armado con una batería de diez cañones de 105 mm  y desarrollaba una velocidad máxima de 21,5 nudos (39,8 km/h; 24,7 mph). El Frauenlob era una versión modificada del diseño básico del SMS Gazelle líder de la clase, con blindaje mejorado y almacenamiento de carbón adicional para un mayor alcance de crucero.

## Diseño

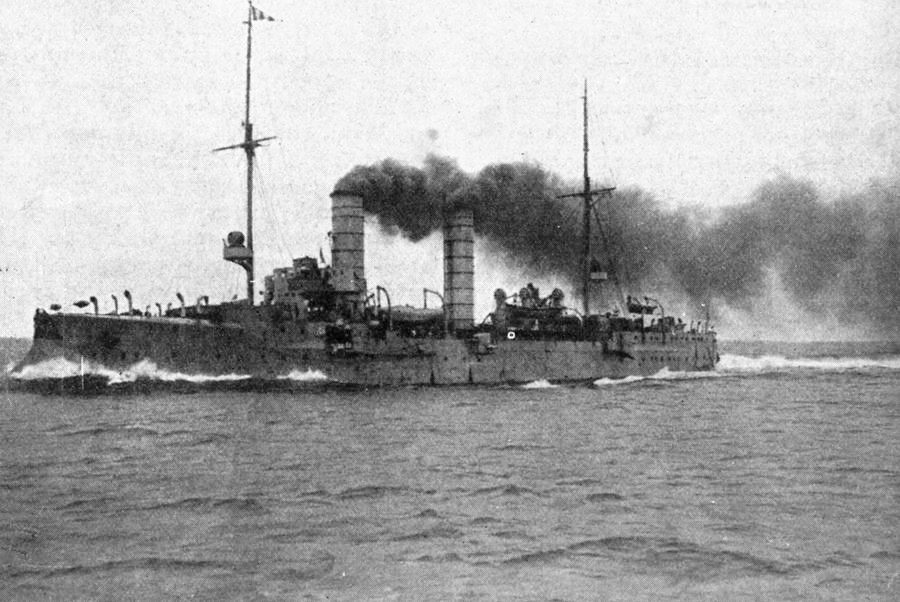
El SMS Frauenlob navegando.

Tras la construcción de los cruceros desprotegidos de la Clase Bussard y el aviso SMS Hela para la Kaiserliche Marine el Departamento de Construcción del Reichsmarineamt  preparó un diseño para un nuevo pequeño crucero que combinara los mejores atributos de ambos tipos de buques. Los diseñadores tuvieron que diseñar un crucero con protección de blindaje que tuviera una combinación óptima de velocidad, armamento y estabilidad necesaria para las operaciones de la flota, junto con la resistencia para operar en estaciones extranjeras en el Imperio colonial alemán . El diseño Gazelle resultante, proporcionó la base para todos los cruceros ligeros construidos para la flota alemana hasta los últimos diseños oficiales preparados en 1914. Después de que se hubieran construido o estuvieran en construcción los primeros siete barcos, el Departamento de Construcción mejoró ligeramente el diseño, reforzando el blindaje en el puente de mando y aumentando la manga, lo que permitió más espacio para el almacenamiento de carbón y, por lo tanto, un radio de crucero más largo. Estos cambios se aplicaron a las tres últimas unidades de la clase, los Frauenlob, Arcona y Undine.
El Frauenlob tenía 105 m de eslora, una manga de 12,4 m y un calado de 4,99 m. Desplazaba 2706 t normalmente y hasta 3158 t con carga de combate completa. El barco tenía una superestructura mínima, que consistía en una pequeña torre de mando y una estructura de puente. Su casco tenía un castillo de proa elevado, un alcázar y dos mástiles, junto con una proa de ariete. Tenía una tripulación de 14 oficiales y 256 clases.
Su sistema de propulsión consistía en dos motores de vapor de triple expansión fabricados por AG Weser, que impulsaban un par de hélices de tornillo. Los motores con ocho calderas acuotubulares de tipo marino alimentadas con carbón que se ventilaban a través de un par de chimeneas. Estaban diseñados para proporcionar 8000 shp (6000 kW), para una velocidad máxima de 21,5 nudos (39,8 km/h; 24,7 mph). El Frauenlob almacenaba 700 t de carbón, lo que le daba un alcance de 4400 millas náuticas (8100 km) a 12 nudos (22 km/h; 14 mph).
El barco estaba armado con diez cañones SK L/40 de 105 mm  montados en un solo pivote. Dos de ellos estaban instalados uno al lado del otro en la proa del castillo de proa; seis en el costado en los sponsons y dos uno al lado del otro en la popa. Los cañones con un alcance máximo de hasta 12200 m. estaban provistos de 1500 rondas de munición, con 150 proyectiles por pieza; además tenía 10 ametralladoras cal. 8 mm. Contaba también, con dos tubos lanzatorpedos sumergidos de 450 mm (17,7 pulgadas) en las bandas del casco con una provisión de cinco torpedos.
El buque estaba protegido por una cubierta blindada de 50 mm en el centro del barco y entre 20 y 25 mm de grosor en el resto. La cubierta se inclinaba hacia abajo a los lados del barco para proporcionar cierta protección contra el fuego enemigo. La torre de mando tenía los laterales de 80 mm de espesor, y los cañones estaban protegidos por escudos de 50 mm.
La construcción del casco estaba compuesta por marcos de acero transversales y longitudinales y tablones de madera cubiertos con metal Muntz (para evitar incrustaciones) hasta un metro por encima de la línea de flotación. Doce compartimentos estancos y un doble fondo en el 40% de la longitud evitaban las inundaciones.

## Historial

Batalla de Jutlandia de 1916, donde fue hundido el SMS Frauenlob.

Tras su puesta en servicio a principios de 1903, el SMS Frauenlob sirvió en la fuerza de reconocimiento de la Hochseeflotte. Durante este período, participó en ejercicios de entrenamiento rutinarios, visitas a puertos extranjeros y cruceros de entrenamiento, incluido un viaje a España en 1903. Sus artilleros obtuvieron premios por su puntería entre los cruceros de la flota en 1906 y 1907, siendo el primero del primer año en que el premio fue otorgado a cruceros. En enero de 1908, el barco fue dado de baja y puesto en reserva para los siguientes seis años.
El barco fue reactivado en agosto de 1914 al inicio de la Primera Guerra Mundial, y entró en acción en la Batalla de la bahía de Heligoland el 28 de agosto, donde el Frauenlob y el crucero Stettin dañaron gravemente al crucero británico HMS Arethusa. Participó en las operaciones de la flota durante los dos años siguientes, que culminaron en la Batalla de Jutlandia el 31 de mayo de 1916. Allí, vio poca acción en las primeras etapas de la batalla, pero en uno de los caóticos enfrentamientos nocturnos cuando los alemanes intentaron retirarse y regresar a casa, fue alcanzado por un torpedo lanzado por el crucero HMS Southampton, que provocó que el barco volcara y se hundiera con la gran mayoría de su tripulación. El pecio del naufragio fue descubierto en el año 2000 y se encuentra en muy buenas condiciones, colocado erguido en el fondo del océano.